# Le Voltaire
Le Voltaire war eine französische Tageszeitung. Sie erschien erstmals am 5. Juli 1878 und wurde bis 1930 verlegt.

## Beschreibung
Die Zeitung wurde gegründet, um die Politik von Léon Gambetta und dessen Parlamentsgruppe der Union républicaine zu unterstützen. Le Voltaire trug daher auch den Spitznamen Le Figaro républicain.  Der erste Herausgeber war der Journalist Aurélien Scholl. In der Erstausgabe wurden als Leitbegriffe der Zeitung „quotidien, politique, républican satirical“ (täglich, politisch, republikanisch und satirisch) genannt. Abgeleitet vom Namen des französischen Philosophen Voltaire verstand sich die Zeitung im Sinn der Aufklärung und stand für Antiklerikalismus. Zu den Autoren der Zeitung gehörten namhafte Schriftsteller wie Émile Zola, die Brüder Goncourt, Guillaume Livet und Paul Alexis. In Le Voltaire erschienen auch Fortsetzungsgeschichten, beispielsweise von Zola oder George Moore (A Mummer’s Wife als La Femme du cabotin, erschienen Juli–Oktober 1886).